# Rio Bodești
O Bodești é um rio da Romênia afluente do Crișul Alb, localizado no distrito de Arad.